# 47-я пехотная дивизия (Российская империя)
47-я пехотная дивизия — пехотное соединение Русской императорской армии.
Штаб дивизии: 1912 — Крапивная улица, м Ильинской и Камышенской, дом № 46, Шмидт, Саратов. Дивизия входила в состав 16-го армейского корпуса. 

## История
Дивизия была сформирована в 1910 г. в числе семи других новых пехотных дивизий, с 46-й по 52-ю.
Действовала в Ченстохово-Краковской операции 1914 г. Сражалась на Висле в июле 1915 г.
Дивизия — активная участница Наступления Юго-Западного фронта 1916 года.
К январю 1918 года дивизия с приданной артиллерийской бригадой, находившиеся в составе 16-го армейского корпуса 8-й армии, были украинизированы. Приказано считать расформированной с 12 января 1918 года.

## Состав
- управление (штаб), Саратов
- 1-я бригада
  - 185-й пехотный Башкадыкларский полк (Соколовая Гора, городские казармы, Саратов)[1]
  - 186-й пехотный Асландузский полк (Московская площадь, городские казармы, Саратов)[1]
- 2-я бригада
  - 187-й пехотный Аварский полк (Царицын)
  - 188-й пехотный Карсский полк (Московская улица, городские казармы, Саратов)[1]
- 47-я артиллерийская бригада (Ильинская площадь, городские казармы, Саратов)[1]
  - 1-й дивизион;
  - 1-й дивизион.

## Командование

### Начальники дивизии
- 09.07.1910 — 01.04.1917 — генерал-майор (с 17.10.1910 генерал-лейтенант) Болотов, Владимир Васильевич (Николаевич[1])
- 12.04.1917 — 25.08.1917 — генерал-майор граф Каменский, Сергей Николаевич

### Начальники штаба дивизии
- 21.06.1905 — 08.12.1905 — полковник Бицютко, Константин Яковлевич
- 08.12.1905 — 14.02.1907 — полковник Калачов, Николай Христофорович
- 21.07.1910 — 26.01.1911 — полковник Дубинин, Роман Иванович
- 05.02.1911 — 16.08.1912 — полковник Потапов, Алексей Степанович[1]
- 25.08.1912 — 13.11.1914 — полковник Яблонский, Андрей Николаевич
- 10.09.1915 — 09.08.1916 — и. д. полковник Ковалевский, Михаил Владимирович
- 25.04.1917 — 12.09.1917 — и. д. подполковник Медведев, Александр Павлович
- 12.09.1917 — хх.хх.хххх — полковник Генбачев, Владимир Иосифович

### Командиры 1-й бригады
После начала Первой мировой войны в дивизии была оставлена должность только одного бригадного командира, именовавшегося командиром бригады 47-й пехотной дивизии.
- 12.06.1910 — 08.06.1913 — генерал-майор Михайлов, Иван Александрович
- 08.06.1913 — 29.07.1914 — генерал-майор Сымон, Антон Петрович

### Командиры 2-й бригады
- 25.06.1910 — 07.04.1916 — генерал-майор Рябков, Павел Петрович

### Командиры 47-й артиллерийской бригады
- 01.08.1910 — 24.07.1912 — генерал-майор Гаас-де-Грюненвальд, Владимир Александрович[1]
- 03.08.1912 — 12.05.1916 — генерал-майор Абашидзе, Константин Георгиевич
- 03.06.1916 — хх.хх.хххх — генерал-майор Шлегель, Владимир Людвигович
- после 25.09.1917 — хх.хх.хххх — полковник Годило-Годлевский, Александр Елеазарович